# Фишер Кристенсен, Пернилла
Пернилла Фишер Кристенсен (англ. Pernille Fischer Christensen; род. 24 декабря 1969) — датский режиссёр, сценарист, писатель и актриса.

## Биография
Пернилла Фишер Кристенсен начала свой путь в кинобизнесе в возрасте 20 лет в качестве ассистента Томаса Гисласона (сценарист, режиссёр, оператор). В 1993 году Пернилла поступила в European Film College (киношкола в Дании). в 1999 году Пернилла Фишер Кристенсен закончила обучение в киношколе, её выпускной работой становится фильм «Индия», который позже получил премию на Канском кинофестивале.

## Карьера
В 2002 году практически сразу после окончания киношколы Пернилла Фишер Кристенсен снимает свой первый короткометражный фильм «Хабибти- моя любовь» (англ. Habibti My Love). В 2003 году фильм получает премию «Роберт» (дат. Robert prisen) — одна из основных кинопремий Дании, в номинации «лучший короткометражный фильм».
Первый полнометражный фильм Фишер Кристенсен, «Мыло» (англ. A Soap), вышел в 2006 году. Фильм рассказывает о зарождающихся чувствах между Шарлоттой, хозяйкой салона красоты, пытающейся выйти из сложных отношений с абьюзером, и живущей по соседству Вероникой, трансвеститом, который находится в ожидании разрешения на операцию по смене пола. В фильме снялись Дэвид Денсик в роли трансвестита Вероники и Трине Дюрхольм в роли Шарлотты. Фильм был показан на Берлинском кинофестивале и получил хорошие отзывы кинокритиков. Также фильм получил несколько призов в Дании, в том числе премию «Бодиль» (дат. Bodil Prisen) — главная кинопремия Дании, за лучший фильм. Фильм Фишер Кристенсен «Мыло» был номинирован на 15 премий Роберта, включая «Лучший фильм» и «Лучший сценарий». однако фильм получил четыре награды: «Лучший актер», «Лучшая актриса», «Лучший редактор» и «Лучший грим».

## Фильмография
- 2006 — Мыло
- 2018 — Быть Астрид Линдгрен